# مونته پاتریا
مونته پاتریا (به اسپانیایی: Monte Patria) یک شهرستان در شیلی است که در استان لیماری واقع شده‌است. مونته پاتریا ۴٬۳۶۶٫۳ کیلومتر مربع مساحت و ۳۰٬۰۵۶ نفر جمعیت دارد و ۱٬۰۴۶ متر بالاتر از سطح دریا واقع شده‌است.